# Tímea Nagy (activista)
Timea Nagy (Hungría, 1978) es una activista húngara de nacionalidad canadiense que fue traficada de Hungría a Canadá en 1998. En 2009, Nagy fundó Walk With Me, una organización en Toronto que ayuda a supervivientes de tráfico humano y se asocia con la Policía Montada del Canadá para rescatar víctimas.

## Premios
En 2010, en Winnipeg, Nagy recibió un premio en la primera ceremonia anual de Honouring Heroes organizada por Joy Smith, también un activista en contra del tráfico de personas.